# Pie-d'Orezza
Pied'Orezza é uma comuna francesa na região administrativa de Córsega, no departamento da Alta Córsega. Estende-se por uma área de 5,79 km². 